# Glostrup Hospital Station
|  | Fremtidig bygning Denne artikel omhandler en bygning, der er under opførelse. Det er derfor muligt, at indholdet er af spekulativ natur, og ligeledes, at indholdet kan ændre sig markant efterhånden som flere oplysninger bliver tilgængelige. |

Glostrup Hospital Station (Rigshospitalet) er en kommende letbanestation på Hovedstadens Letbane (Ring 3-letbanen) i Glostrup Kommune. Stationen kommer til at ligge på den vestlige side af Nordre Ringvej ved Rigshospitalet Glostrup, omtrent ved linje 300S' hidtidige stoppested. Den kommer til at bestå af to spor med hver sin perron. Stationen forventes at åbne sammen med den første del af letbanen i efteråret 2025.
Rigshospitalet Glostrup ligger vest for stationen, mens et større villakvarter på den østlige side af ringvejen også vil få adgang til stationen.